# Peter DaCunha
Peter DaCunha (* 12. April 2003 in Toronto) ist ein kanadischer Schauspieler.

## Leben
Peter DaCunha begann bereits im Alter von sechs Jahren mit dem Schauspielen. Zunächst trat er in verschiedenen Werbespots auf, unter anderem für Froot Loops und Tim Hortons. Anschließend wurde er in diversen Serien als Gast eingesetzt, so unter anderem in Rookie Blue, Alphas und The Listener – Hellhörig.
Ab 2012 folgten die ersten Filmauftritte, so in Mistletoe Over Manhattan (2011), Beste FReinde (2012) und Die dunkle Wahrheit (2012). Er trat auch in einer Nebenrolle im fünften Teil der Home-Alone-Serie Allein zu Haus: Der Weihnachts-Coup auf.
Eine Hauptrolle hatte er im Film Torment. In der Fernsehserie Reign spielte er die Rolle von Prinz Charles von Frankreich. Weitere wiederkehrende Rollen hatte er in Monday Report und 12 Monkeys.

## Privatleben
Während der zum Teil lang andauernden Dreharbeiten, die unter anderem in Irland (für Reign) oder in den Vereinigten Staaten stattfinden, hat DaCunha einen Privatlehrer, der ihn am Set unterrichtet.
Seine Schwester Erika DaCunha beteiligte sich am Soundtrack zu Immer wieder Weihnachten, in dem er den jüngeren Bruder der Hauptperson spielt.

## Filmografie (Auswahl)
- 2011: Rookie Blue (Fernsehserie, Folge 2x10)
- 2011: Misteltoe Over Manhattan (Fernsehfilm)
- 2012: Beste FReinde (Frenemies)
- 2012: Allein unter Jungs (Life with Boys, Fernsehserie, Folge 1x18)
- 2012: Die dunkle Wahrheit (A Dark Truth)
- 2012: Flashpoint – Das Spezialkommando (Flashpoint, Fernsehserie, Folge 5x02)
- 2012: The Barrens
- 2012: Allein zu Haus: Der Weihnachts-Coup (Home Alone: The Holiday Heist, Fernsehfilm)
- 2012–2015: Monday Report (Fernsehserie, 7 Folgen)
- 2013: Haunter – Jenseits des Todes (Haunter)
- 2013: Torment
- 2013: Immer wieder Weihnachten (Pete’s Christmas)
- 2013: Der Traum vom Glück (Holidaze)
- 2013–2014: Reign (Fernsehserie, 4 Folgen)
- 2015: Kinder aus der Hölle (Hellions)
- 2015: Remember (Remember)
- 2016: Saving Hope (Fernsehserie, Folge 4x14)
- 2016: A Perfect Christmas
- 2016: Murdoch Mysteries (Fernsehserie, 1 Folge)
- 2016–2018: 12 Monkeys (Fernsehserie, 10 Folgen)
- 2017: XX (Episodenfilm)
- 2017: Dark Matter (Fernsehserie, Folge 3x09)